# Thorigné-sur-Dué
Thorigné-sur-Dué är en kommun i departementet Sarthe i regionen Pays de la Loire i nordvästra Frankrike. Kommunen ligger i kantonen Bouloire som tillhör arrondissementet Mamers. År 2022 hade Thorigné-sur-Dué 1 653 invånare.

## Befolkningsutveckling
Antalet invånare i kommunen Thorigné-sur-Dué
| Referens: INSEE |